# جون مور (طبيب إسكتلندي)
جون مور (بالإنجليزية: John Moore)‏ (7 ديسمبر 1729، إستيرلينغ في المملكة المتحدة - 21 يناير 1802، لندن في المملكة المتحدة)؛ كاتب، طبيب وروائي بريطاني.